# Brachytritus
Brachytritus is een kevergeslacht uit de familie van de boktorren (Cerambycidae). De wetenschappelijke naam van het geslacht werd voor het eerst geldig gepubliceerd in 1882 door Quedenfeldt.

## Soorten
Brachytritus is monotypisch en omvat slechts de volgende soort:
- Brachytritus hieroglyphicus Quedenfeldt, 1882